# Фрeнклин (планина)
Планине Френклин (енгл. Franklin Mountains (Northwest Territories)) северозападне територије Канаде су низ ниских врхова који се протежу дуж источне обале реке Макензи од 64 до 66 степени географске ширине.
Дужина планинskog venca је 501 км. Највиши врх Маунт Кап,је висине од 1570 м а други по величини планински врх Кларк је висине од 1443 м. Планине су састављене углавном од кречњака, шкриљаца и пешчара, које су снажно рашчлањене речним долинама. На падинама расту шуме тајге (углавном смрче).
Планине су добиле име по енглеском поларном истраживачу Џону Френклину.